# Ramal de Seixal
El Ramal de Seixal, originalmente conocido como Ramal de Cacilhas, es un tramo ferroviario retirado del servicio, que unía las estaciones de Seixal y de Barreiro, en Portugal.

## Características
Este tramo fue la única parte concluida del proyecto del Ramal de Cacilhas, que planeaba la conexión entre Barreiro y Cacilhas, donde sería construida una estación intermodal, que sirviese a los transportes ferroviario y fluvial, de forma semejante a la de Barreiro. Subsisten las estaciones y partes del lecho de vía y de un puente, en el tramo entre Barreiro y Seixal.

## Historia

### Discusión y planificación

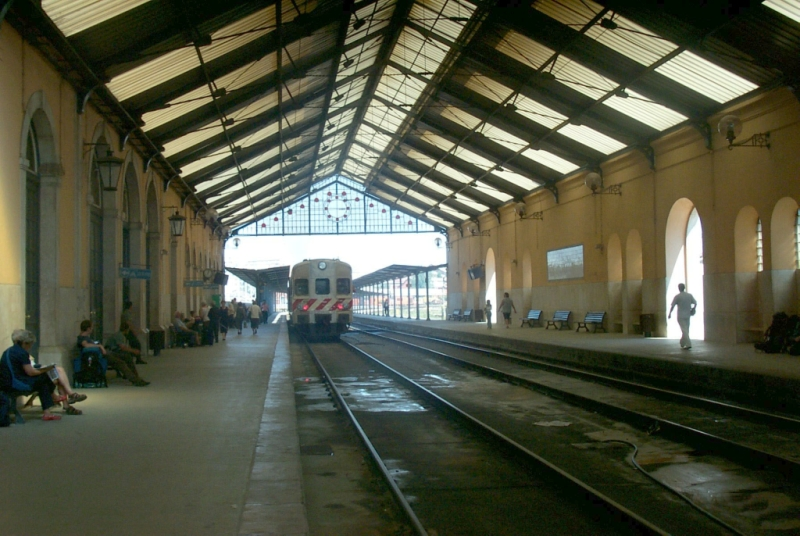
Estación de Barreiro, donde se iniciaba el Ramal de Seixal.

La construcción de un tramo entre Barreiro y Cacilhas, fue, inicialmente, estudiado en 1890 por el ingeniero Manuel F. de la Costa Serrão. Este tramo, denominado Ramal de Cacilhas, fue insertado en el Plan de la Red al Sur del Tajo, presentado el 15 de mayo de 1899, siendo considerado de elevada importancia debido al elevado tráfico y rendimiento previsto, y por permitir una conexión directa entre Lisboa y la Línea del Sado, que incluiría la localidad de Setúbal y la zona del Valle del Río Sado (actualmente, el antiguo tramo de esta línea forma parte de la Línea del Sur); el 15 de  julio del mismo año, una ley aprobó el presupuesto para este proyecto, y,  el 1 de julio de 1901, es publicada una ordenanza que autorizar el consejo de administración de la compañía de los Ferrocarriles del Estado a iniciar la construcción del primer tramo del Ramal de Cacilhas, entre la Estación de Barreiro y el margen derecho de la Ribera del Coina.
El Ministro de las Obras Públicas, Manuel Francisco Vargas, efectuó una conferencia sobre la construcción de varias conexiones ferroviarias, incluyendo el Ramal de Cacilhas, en una reunión del Consejo de Administración de las Obras Públicas, en abril de 1902. Un decreto publicado el 19 de junio del mismo año determinó que los estudios y construcción de la red complementaria fuesen divididos en 2 secciones, siendo la primera responsable de la planificación y construcción de una conexión ferroviaria entre Barreiro y Cacilhas. También en este año, se procedió a la apertura de la concesión para la construcción de la conexión entre Pinhal Novo y Cacilhas; esto incitó el inicio de obras de expansión y de remodelación en la Estación de Barreiro, con el fin de minimizar los efectos de la prevista reducción del tráfico.
El primer proyecto para este tramo, de la autoría del ingeniero Serrão, fue presentado también en 1902, comenzándose su construcción; y los proyectos respectivos de los tramos segundo y tercero fueron aprobados el 31 de diciembre del mismo año. Estos planos fueron bastante complicados de elaborar, debido al hecho de que el trayecto atravesaba dos riberas en condiciones difíciles, y por el hecho de que la estación de Cacilhas debía permitir un transbordo rápido y económico de pasajeros y mercancías, especialmente minerales, entre los transportes fluvial y ferroviario; por otro lado, el proyecto también tendría que mantener las servidumbres de pesca locales, así como el mantener buenas relaciones con las poblaciones en las márgenes. Además, las riberas a atravesar eran utilizados como punto de atraque para las embarcaciones de la pesca del bacalo, por lo que la navegabilidad tendría que ser asegurada en la construcción de los puentes. La terminal en Cacilhas estaría constituida por varios muelles de embarque y desembarque con resguardo para barcos de pequeño y gran calado, o de gran capacidad, un embarcadero especial para minerales, terraplenes para mercancías, varias vías para maniobras, una estación, y un canal para la Cova da Piedade. El trayecto incluía, igualmente, un paraje en Alfeite.
En febrero de 1903, fue presentado, al Consejo Superior de Obras Públicas, el proyecto del ingeniero Serrão para los tramos segundo y tercero de la conexión a Cacilhas, siendo aprobado en junio. En la fiesta que marcó el inicio de los trabajos en la Línea del Sado, en abril de ese año, el ingeniero José Fernando de Sousa subrayó la necesidad de terminar la construcción del Ramal de Cacilhas. El autor fue alabado por su eficiencia en la elaboración del proyecto, según un comunicado del gobierno del 1 de julio. El 11 de julio, un comunicado oficial del Paço aprobó los planos para los tramos segundo y tercero del Ramal de Cacilhas, aunque contase con algunas alteraciones, especialmente en términos de plazos y obras. Un comunicado del Consejo de Administración de la compañía de los Ferrocarriles del Estado, con fecha del 21 de octubre, proveyó que el concurso para la construcción del ramal fuese abierto en breve, y destinó la cantidad de 60.000 reales para este proyecto.

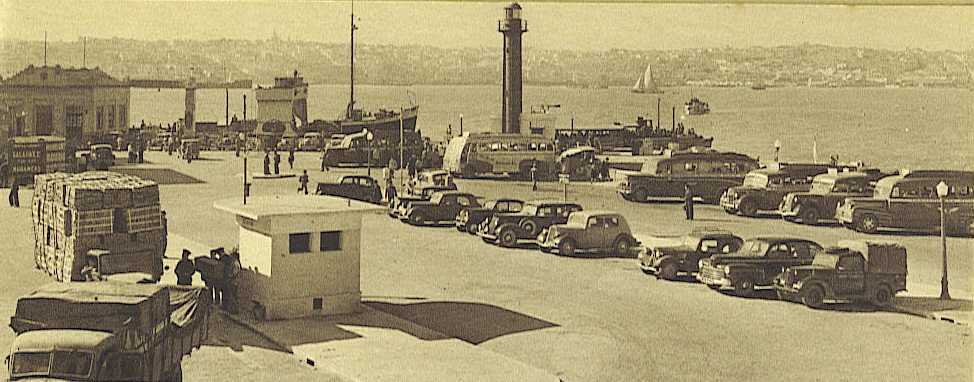
Muelle de Cacilhas en 1950.

La principal razón para la construcción de este tramo se debe a la necesidad de desviar el tráfico de la Estación de Barreiro, que, a comienzos del siglo XX, sufría de falta de condiciones, provocada por exceso de movimientos de pasajeros y de mercancías, y por varias deficiencias en las infraestructuras y en el servicio. Por otro lado, el paso de las composiciones por el Puente Reina D. Amelia, que atraviesa el Río Tajo junto a Santarém, estaba fuera de estudio, debido a la distancia a recorrer y al hecho de que la Línea de Vendas Novas, en la cual esta infraestructura se inserta, no se encontraba preparada para el incremento de tráfico que esto supondría. De igual modo, el proyecto para la construcción de un puente entre Montijo y la zona de los Grilos, en Lisboa, nunca llegó a ser concretado debido a los costes prohibitivos. Se estimaba que la construcción de una terminal fluvial en Cacilhas, que permitiría un transporte rápido hasta la capital en cualquier momento del día o de la noche, lo que ayudaría a resolver varios problemas de comunicación entre los márgenes del Río Tajo, que provocó un fenómeno de desertización en la Margen Sur. Ya pensando en la conexión ferroviaria a Cacilhas, la empresa de los Vapores Lisbonenses, empresa responsable del transporte fluvial, encomendó, entre 1902 y 1903, barcos capaces de transportar composiciones ferroviarias y otros vehículos.

### Construcción
El 11 de abril de 1917, es publicada una ley que autorizó al gobierno a conceder a la compañía de los Ferrocarriles del Estado un suministro de 400.000 escudos para la continuación de las obras de construcción de varias líneas, incluyendo el Ramal de Cacilhas, y, el 31 de agosto de 1918, un despacho del Secretario de Estado del Comercio, Joaquim Mendes del Amaral, resalta la importancia de la conclusión de las líneas marcadas en la ley de 1917, de modo que redujese los efectos de la crisis económica que el país atravesaba, y evitase los prejuicios asociados a la paralización de estos proyectos.

### Inauguración
El 1 de julio de 1923, el tramo entre Seixal y Barreiro fue considerado listo para ser inaugurado, después de que la Administración de las Rutas y Turismo hubiese efectuado una auditoría. El 29 de julio de 1923, este tramo fue inaugurado y abierto a la explotación pública, con servicios entre Lavradio y Seixal.

### Explotación, declive y cierre

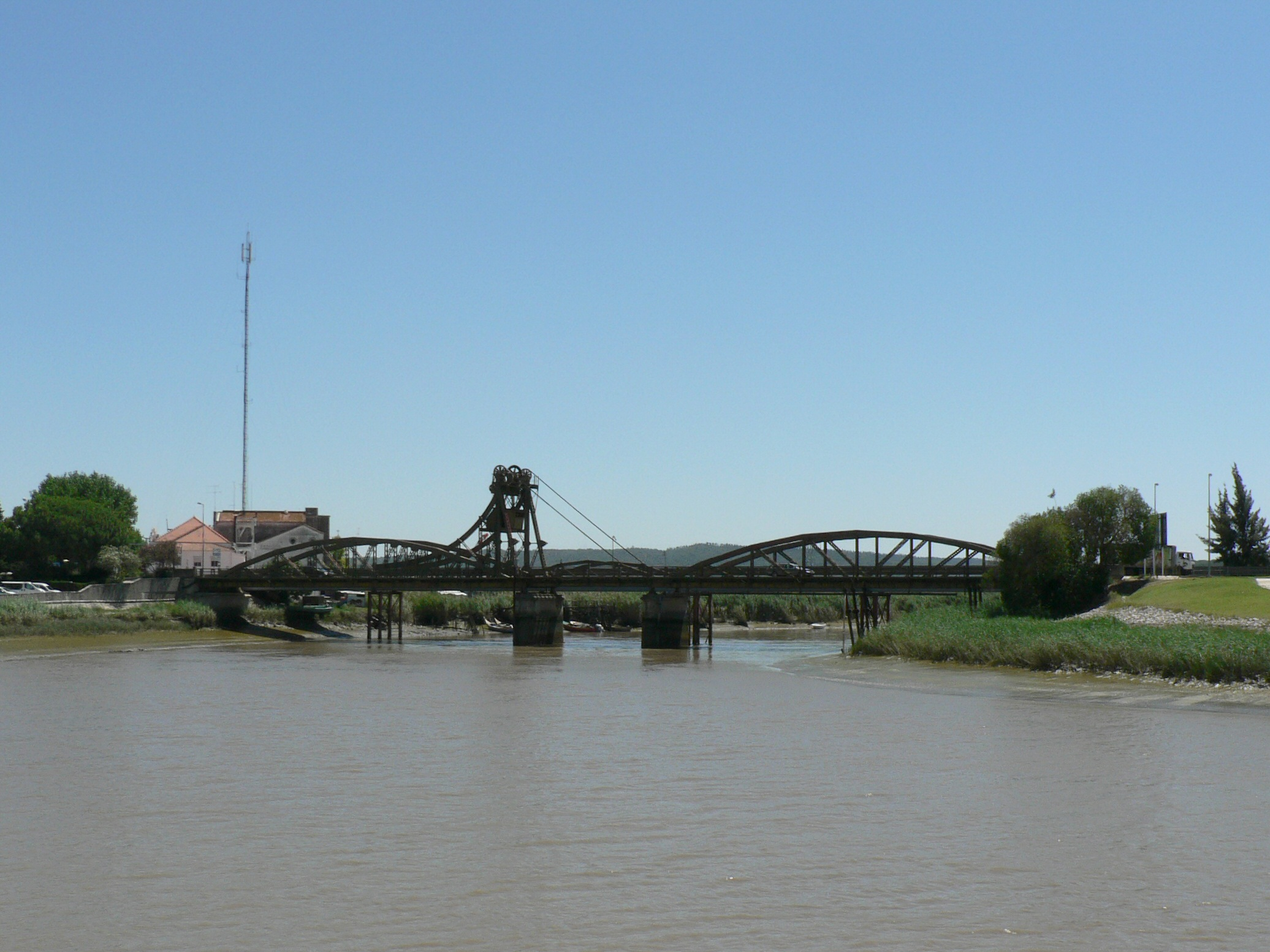
Puente carretera de la EN253, junto a Alcácer do Sal.

Poco tiempo después de la inauguración, y habiéndose ya iniciado la construcción de un puente sobre el Río Judeu, las obras cesaron, debido al hecho de que el terreno en la zona de Alfeite no era suficientemente estable para asentar la vía. Al año siguiente, tuvieron lugar varias reuniones, asistidas por las Comisiones Administrativas de Seixal y de Almada y la Cámara Municipal de Almada, entre otras entidades, en el sentido de terminar la conexión ferroviaria hasta Cacilhas; resolvieron dirigirse al Ministro del Comercio y Comunicaciones, que prometió ocuparse de aquel asunto. En noviembre de 1932, el tramo fue visitado por una comisión oficial, habiéndose discutido el hecho de que la línea nunca podía ser construida debido a la construcción del Arsenal del Alfeite y los problemas que la conclusión de la travesía sobre el Río Judeu traerían a la navegación fluvial; el ministro de las Obras Públicas y Comunicaciones, Duarte Pacheco, al verificar el estado de degradación en que se encontraban los puentes, habiendo decidido que los tableros de puente sobre el Río Judeu deberían ser aprovechados en la construcción del puente carretera de la Ruta Nacional 253 sobre el Río Sado, junto a Alcácer do Sal, que fue inaugurado en 1945.
Desde el inicio de la explotación, el rendimiento de este tramo fue puesto en duda, debido a horarios inadecuados y a la competencia del transporte fluvial, que provocaban un bajo volumen en el transporte de pasajeros y de mercancías; los principales productos transportados, en los regímenes de Alta y Baja Velocidades, eran muy variados, destacándose los productos agrícolas y forestales, y los productos alimenticios.
El material circulante ferroviario utilizado, en una fase inicial, se constituía por composiciones, normalmente mixtas, de vagones y de vagonetas traccionados por locomotoras a vapor, y por automotores a vapor Borsig; más tarde, pasaron a circular los automotores de la CP Serie 0100, la tracción a diésel.
El 30 de mayo de 1933, los servicios de pasajeros en el Ramal de Seixal pasan a ser efectuados por carretera, continuando las mercancías su tránsito por ferrocarril; en ese año, la Comisión Administrativa del Fondo Especial de Ferrocarriles autorizó que fuesen construidos dos muros de revestimiento, para refuerzo del anclaje en la línea, y fue abierto, en el Ministerio de las Obras Públicas y de las Comunicaciones, un concurso para la construcción de una conexión ferroviaria entre Cacilhas y la Costa da Caparica.
El Decreto de ley número 48.939, publicado el 27 de  marzo de 1969, retiró del servicio el Ramal de Seixal, y el tráfico fue suspendido después de que el Puente ferroviario de Seixal, sobre la orilla del Río Coina, hubiese resultado dañado en una colisión con el navío Alger, el 18 de  septiembre del mismo año.

### Actualidad y futuro

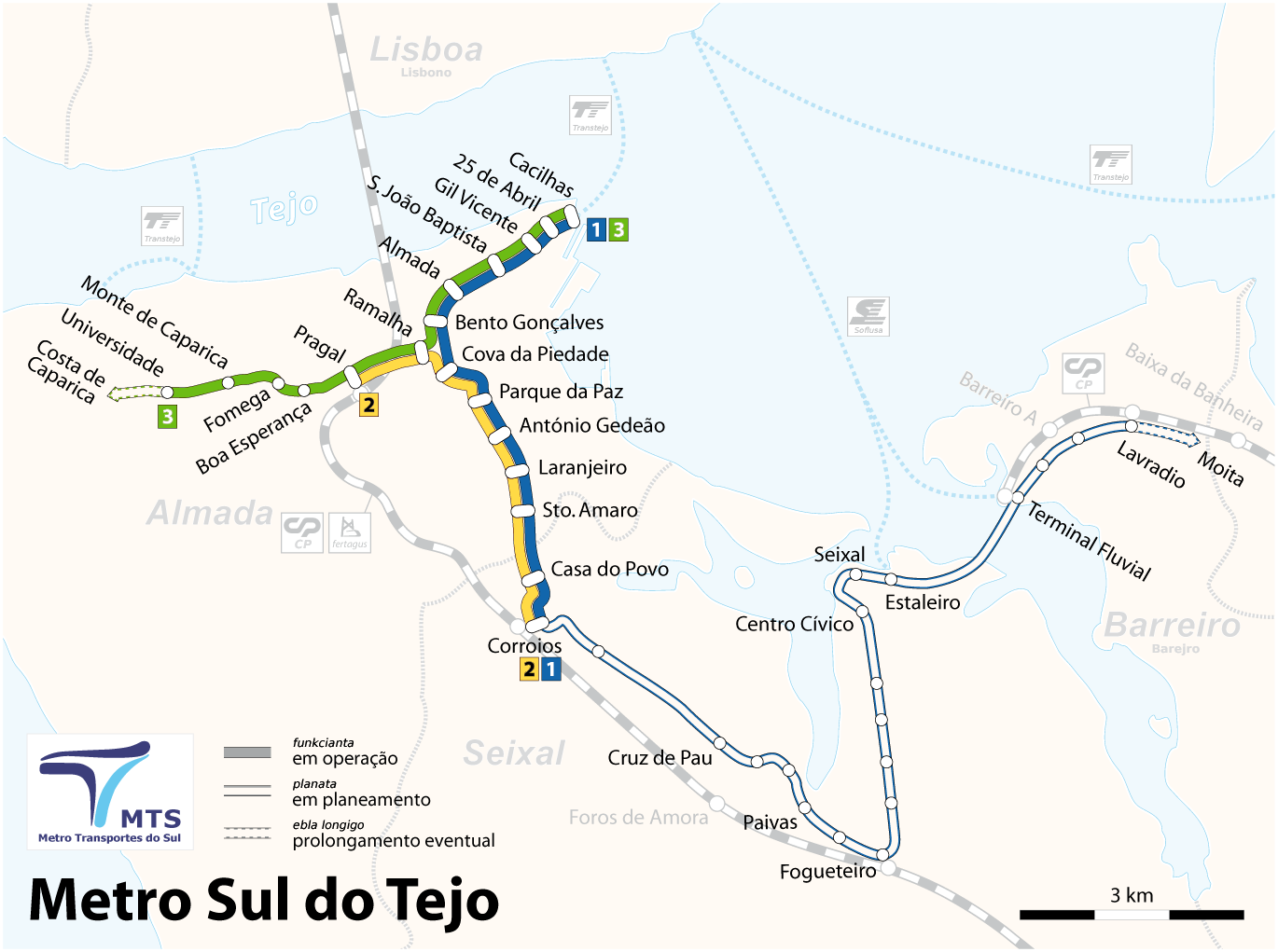
Red del Metro Sur del Tajo.

Está proyectada la prolongación de la red del Metro Sur del Tajo hasta Lavradio (y eventualmente a Moita), pasando por Fogueteiro y Barreiro, y utilizando en el tramo Seixal-Barreiro el trazado del Ramal de Seixal; su eventual prolongación a la Caparica a partir del actual término “Universidad” es esencialmente idéntico a la Línea Cacilhas-Caparica proyectada en la década de 1930.
La antigua Estación Ferroviaria de Seixal se encontraba, en 2002, ocupada por la Cruz Roja Portuguesa.
El trazado entre Barreiro y Seixal se encuentra siendo recreado virtualmente para el simulador ferroviario Microsoft Train Simulator, por el grupo CPVirtual.